# Proto-écriture
Divers systèmes de signes ont été utilisés depuis le néolithique sans former une écriture phonétique. Certains de ces systèmes sont plus anciens que l'écriture sumérienne. 
Une sémasiographie est un système de signes graphiques porteurs de sens (les sémasiogrammes) dont le fonctionnement ne s'appuie pas sur une représentation directe de la parole. Une sémasiographie ne passe donc pas par une conceptualisation parlée dans une langue. Elle ne comporte pas non plus d'indication grammaticale. Le terme a été introduit en 1952 par Ignace Gelb dans A Study of Writing, The Foundations of Grammatology.

## Relations avec l'écriture
Les spécialistes ne s'accordent pas sur la question de savoir si les sémasiographies doivent être considérées comme relevant de l'écriture à proprement parler. On observe historiquement que les plus anciens systèmes d'écriture connus, le cunéiforme, les hiéroglyphes égyptiens et les caractères chinois, prennent leur source dans des sémasiographies, d'où les termes de pré-écritures ou de proto-écritures employés pour qualifier ces dernières par ceux qui n'y voient pas des écritures vraies. Dans cette optique, le passage à l'écriture proprement dite se fait quand une composante phonétique commence à être incorporée au système, typiquement pour exprimer sur le mode du rébus certaines significations difficiles à évoquer directement de manière graphique.
D'autres spécialistes ont une conception plus large de l'écriture et distinguent écritures sémasiographiques (sans référence à la langue parlée) et écritures glottographiques (comportant une composante redevable de la langue parlée).

## Exemples
- Les lettres des Youkaguirs en Sibérie[réf. nécessaire].
- Les symboles Adinkra des Akans au Ghana et en Côte d'Ivoire[réf. nécessaire].
- Le nsibidi du Nigeria (si ce n'est pas une écriture logographique à part entière)[réf. nécessaire].
- Les rongorongo de l'île de Pâques[réf. nécessaire].
- Les signes gravés de Moras-en-Valloire, au nord de la Drôme[2].
- Les signes gravés sur les tablettes exhumées à Glozel, s'ils ne sont pas des faux, seraient une proto-écriture datant de l'âge du fer, selon les datations par thermoluminescence[réf. nécessaire]. Le docteur Morlet, qui a conduit les fouilles dans les années 1925-1936, les attribuait au néolithique.
- Les signes de la culture de Vinča, dans les Balkans. Certains auteurs considèrent ces signes des Ve et IVe millénaires avant J.-C. comme une écriture à part entière[3][source secondaire nécessaire]. Si elles sont authentiques, les tablettes de Tărtăria, en Roumanie, relèvent de la même époque.
- La tablette de Dispilio, près de Kastoria en Grèce : en bois, elle a été datée d'environ 5 200 avant J.-C[4][source secondaire nécessaire].